# Reflexionsprinzip (Mengenlehre)
Das Reflexionsprinzip ist ein mathematischer Satz aus dem Gebiet der Mengenlehre. Die Kernaussage lautet, dass es keinen in der Sprache der Mengenlehre formulierbaren Satz über das Mengenuniversum, das heißt über die Klasse aller Mengen, gibt, der nicht bereits in einer geeigneten Menge „gespiegelt“ (siehe unten) würde, woraus sich der Name Reflexionsprinzip erklärt. Der Satz geht auf Richard Montague (1957) und Azriel Levy (1960) zurück.

## Formulierung
Wir betrachten die Stufen {\displaystyle V_{\alpha }} der Von-Neumann-Hierarchie. Ist {\displaystyle \varphi } eine Formel der Zermelo-Fraenkel-Mengenlehre, das heißt eine aus Variablen für Mengen und den Symbolen {\displaystyle \in ,=,\neg ,\land ,\lor ,\rightarrow ,\leftrightarrow ,\exists ,\forall } korrekt aufgebaute Aussage, so sagt man {\displaystyle V_{\alpha }} spiegele {\displaystyle \varphi }, wenn das durch {\displaystyle x\in V_{\alpha }} definierte Prädikat die Aussage {\displaystyle \varphi } spiegelt, diese Begriffe sind im Artikel Relativierung (Mengenlehre) erklärt.
Es gilt nun das sogenannte
Reflexionsprinzip
Ist {\displaystyle \varphi } eine mengentheoretische Formel, so gibt es eine Ordinalzahl {\displaystyle \alpha }, so dass {\displaystyle \varphi } von {\displaystyle V_{\alpha }} gespiegelt wird.
In einprägsamer Kurzform lautet das Reflexionsprinzip: Zu jedem Satz gibt es bereits eine Menge, die ihn spiegelt. Diese Menge kann als Stufe {\displaystyle V_{\alpha }} der Von-Neumann-Hierarchie gewählt werden. Man kann zeigen, dass man {\displaystyle \alpha } als Limes-Ordinalzahl wählen kann. Es gilt sogar die für den Beweis wesentliche Verschärfung, dass die Klasse aller Ordinalzahlen {\displaystyle \alpha }, so dass {\displaystyle \varphi } von {\displaystyle V_{\alpha }} gespiegelt wird, beliebig große club-Mengen enthält.

## Bedeutung
- Jeder im Mengenuniversum wahre Satz ist bereits in einer Menge {\displaystyle V_{\alpha }} wahr. Es gibt also keinen in der mengentheoretischen Sprache formulierbaren Satz, der das Mengenuniversum von allen Mengen unterscheidet. Ebbinghaus schreibt daher in seinem unten zitierten Lehrbuch, dass das Mengenuniversum in diesem Sinne „unbeschreiblich groß“ sei.
- Betrachtet man ZF ohne Unendlichkeits- und Ersetzungsaxiom so ist das Reflexionsprinzip gerade äquivalent zu diesen. Das Scottsche Axiomensystem für ZF wählt dieses Reflexionsprinzip als Axiomenschema.
- Die Zermelo-Fraenkel-Mengenlehre ist nicht endlich axiomatisierbar. (Man beachte, dass das Ersetzungsaxiom ein Schema von unendlich vielen Axiomen ist.) Endlich viele Axiome könnten mittels der Konjunktion {\displaystyle \land } zu einer einzigen Aussage verknüpft werden, und diese würde bereits durch eine Menge gespiegelt, das heißt man könnte in ZF die Existenz eines Modells für ZF zeigen, was ein Widerspruch zum Zweiten Unvollständigkeitssatz wäre.[3]

## Verstärkung
Das Reflexionsprinzip gilt auch für Verallgemeinerungen der Von-Neumann-Hierarchie. Ist {\displaystyle W} eine beliebige Klasse und {\displaystyle \langle W_{\alpha }\mid \alpha \in Ord\rangle } eine durch eine Formel definierte Folge von transitiven Mengen mit
- {\displaystyle W_{\alpha }\subseteq W_{\alpha +1}}, für alle {\displaystyle \alpha },
- {\displaystyle W_{\lambda }=\bigcup _{\alpha <\lambda }W_{\alpha }}, für alle Limesordinalzahlen {\displaystyle \lambda },
- {\displaystyle W=\bigcup _{\alpha \in Ord}W_{\alpha }},

so gibt es für jede Formel {\displaystyle \varphi } ein {\displaystyle \alpha \in Ord}, sodass {\displaystyle \varphi ^{W}\leftrightarrow \varphi ^{W_{\alpha }}} gilt. Die Verstärkung ist unter anderem auf die konstruierbare Hierarchie {\displaystyle L_{\alpha }} anwendbar und kann verwendet werden, um nachzuweisen, dass in {\displaystyle L} das Aussonderungsaxiom gilt.